# Сергачёв, Герман Пантелеевич
Герман Пантелеевич Сергачёв (1923 — 1975) — директор совхоза «Комсомолец» Кунгурского района Пермской области. Герой Социалистического Труда (22.03.1966). Почётный гражданин Кунгурского района (25.04.2019, посмертно).

## Биография
Родился в 1923 году в Аткарском уезде Саратовской губернии (ныне – Аткарском районе Саратовской области) в семье служащего. Русский.
После окончания десяти классов средней школы в 1940 году поступил в Молотовский сельскохозяйственный институт имени Д.Н. Прянишникова в городе Молотов (с октября 1957 года – Пермь). В годы Великой Отечественной войны трудился токарем на Государственном союзном заводе № 172 имени В. М. Молотова Наркомата вооружения СССР в Молотове (ныне – ПАО «Мотовилихинские заводы»).
Окончил институт, работал директором подсобного хозяйства в Кунгурском районе Молотовской (с октября 1957 года – Пермской) области (ныне –  Пермского края). В 1949 году вступил в ВКП(б)/КПСС.
В 1955 году назначен директором совхоза «Комсомолец» Кунгурского района.
В состав укрупнённого хозяйства вошёл совхоз №1, состоявший из Кунгурского и Губахинского отделений. Хозяйство имело 7500 гектаров земли, по-прежнему оставаясь подсобным хозяйством управления рабочего снабжения комбината «Кизелуголь» Министерства угольной промышленности СССР. Развивались полеводство, овощеводство, скотоводство и свиноводство, но ни одна из отраслей не давала прибыли. Под руководством Г. П. Сергачёва хозяйство окрепло. На производственное и жилищное строительство были израсходованы миллионы рублей, поголовье птицы увеличилось с 12 тысяч до 130 тысяч; прибыль возросла в 6 раз.
За годы работы на кунгурской земле, при его непосредственном участии, создано ведущее сельскохозяйственное предприятие Пермской области – птицефабрика «Комсомольская», построены объекты социальной сферы, многоквартирные дома, коммунальная инфраструктура посёлка Комсомольский. Директор сам добывал недостающий строительный материал, а возводить первый двухэтажный дом помогли сами будущие новосёлы – работники фабрики. Одновременно с жильём началось строительство мастерских и магазина. Закрепились кадры на предприятии. Выпускники профессионально-технических училищ после службы в армии почти все возвращались в свой коллектив. Птицефабрика стала одной из лучших в области.
Указом Президиума Верховного Совета СССР от 22 марта 1966 года за достигнутые успехи в развитии животноводства, увеличении производства и заготовок мяса, молока, яиц, шерсти и другой продукции Сергачёву Герману Пантелеевичу присвоено звание Героя Социалистического Труда с вручением ордена Ленина и золотой медали «Серп и Молот».
Жил в посёлке Комсомольский Кунгурского района. 
Умер в 1975 году. Похоронен в Кунгурский район Пермского края.

## Награды
- Золотая медаль «Серп и Молот» (07.12.1973);
- орден Ленина (07.12.1973)
- орден Октябрьской Революции (07.12.1973)
- Медаль «За трудовое отличие».
- Медаль «В ознаменование 100-летия со дня рождения Владимира Ильича Ленина» (6 апреля 1970)
- Медаль «За доблестный труд в Великой Отечественной войне 1941—1945 гг.»
- и другими

## Память
- Почётный гражданин Кунгурского района (25.04.2019, посмертно)[2].